# Terijaki

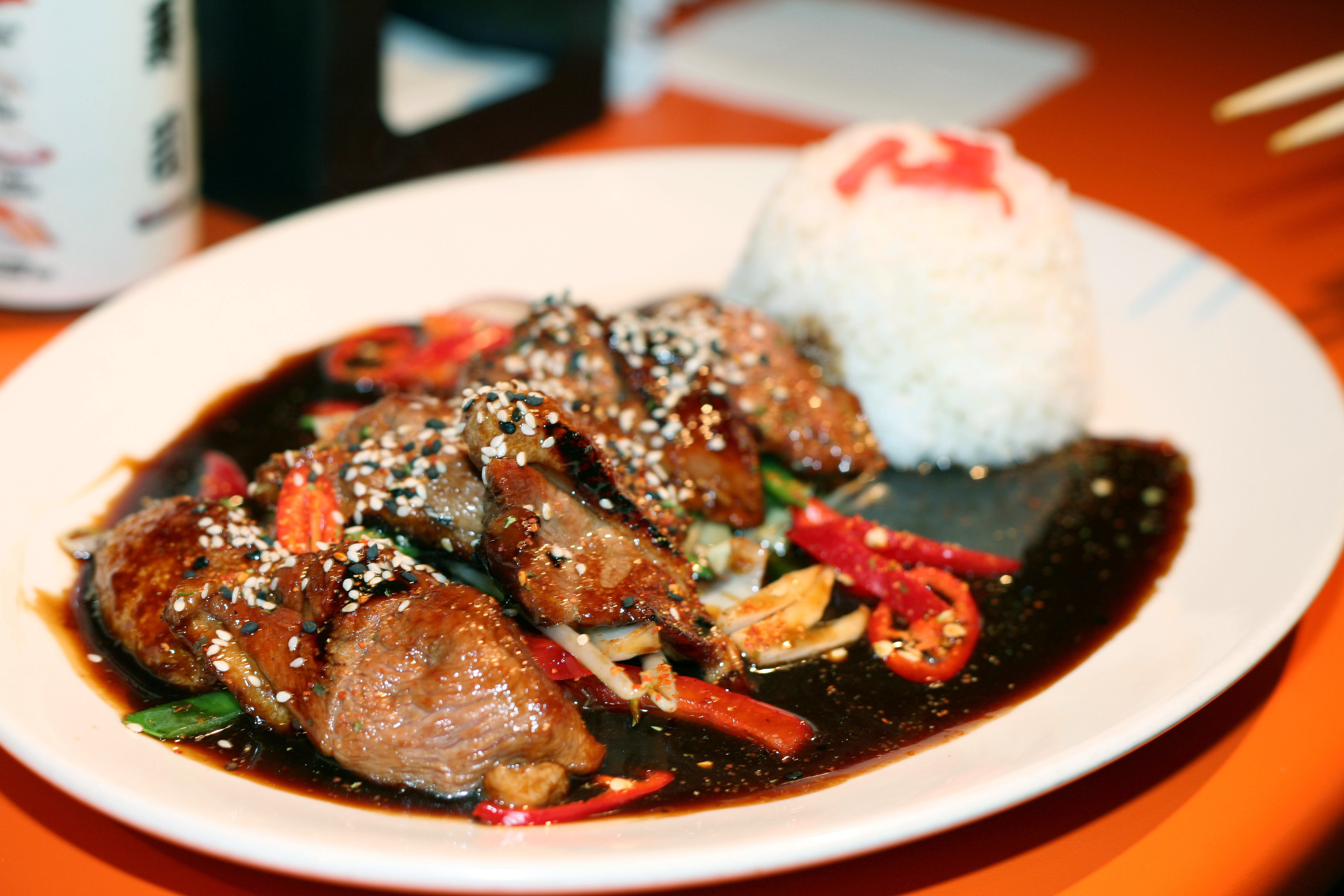
Kachna terijaki s rýží

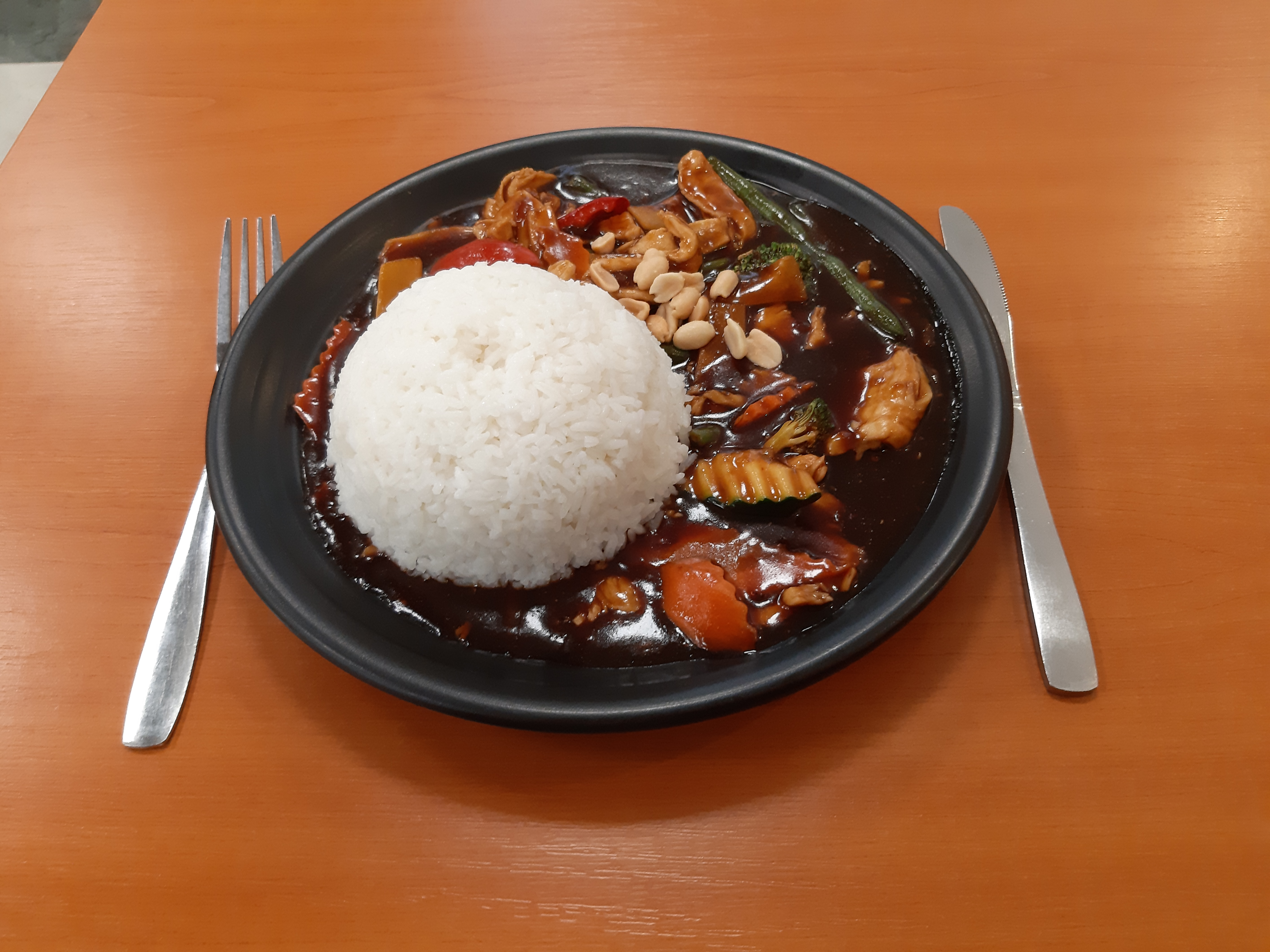
Kuře terijaki z Vietnamské vývařovny

Terijaki, často psáno i anglickou transkripcí teriyaki, je technika přípravy masa a potažmo omáčka či marináda japonského původu, která byla v japonské kuchyni zavedena v 16. století. Maso terijaki se opéká ve směsi, jejímiž hlavními složkami jsou sójová omáčka, mirin (nebo saké) a cukr (nebo med). V Japonsku se touto technikou nejčastěji připravují ryby, zatímco na Západě červené maso.